# Мадридский пакт
Мадридский пакт (англ. Pact of Madrid, исп. Pacto de Madrid), также известный как Мадридские соглашения 1953 года (исп. Pactos de Madrid de 1953) — серия из трёх соглашений  между США и франкистской Испанией, подписанных 26 сентября 1953 года в мадридском дворце Санта-Крус. Включал в себя следующие соглашения:
- Соглашение об обороне
- Соглашение об экономической помощи
- Соглашение о помощи в целях взаимной обороны

Пакт был заключён сроком на 10 лет с автоматическим продлением ещё на два срока, по 5 лет каждый, если стороны не заявят заранее о желании его денонсировать. По Соглашению об обороне США получили право «расширять, строить и использовать военные аэродромы и военно-морские базы в Испании», а также создавать «сооружения секретного характера». Оно предусматривало также поставки американских военных материалов в Испанию. По Соглашению об экономической помощи испанское правительство обязалось предоставить ряд льгот и привилегий американскому капиталу. Соглашением о помощи в целях взаимной обороны испанское правительство обязывалось финансировать «расширение и содержание совместно используемых военных баз путём выделения части эквивалентного фонда в песетах, образующегося в результате американской помощи».
Соглашения были продлены на 5 лет в сентябре 1963 года. США было разрешено использовать порт Рота для стоянки атомных подводных лодок и хранить ядерные боеголовки для ракет Поларис.
В 1969 году, после длительных переговоров, соглашения были продлены до 26 сентября 1970 года.
Окончательное прекращение действия соглашений произошло в 1989 году.